# St. Bonifatius (Tauberbischofsheim)

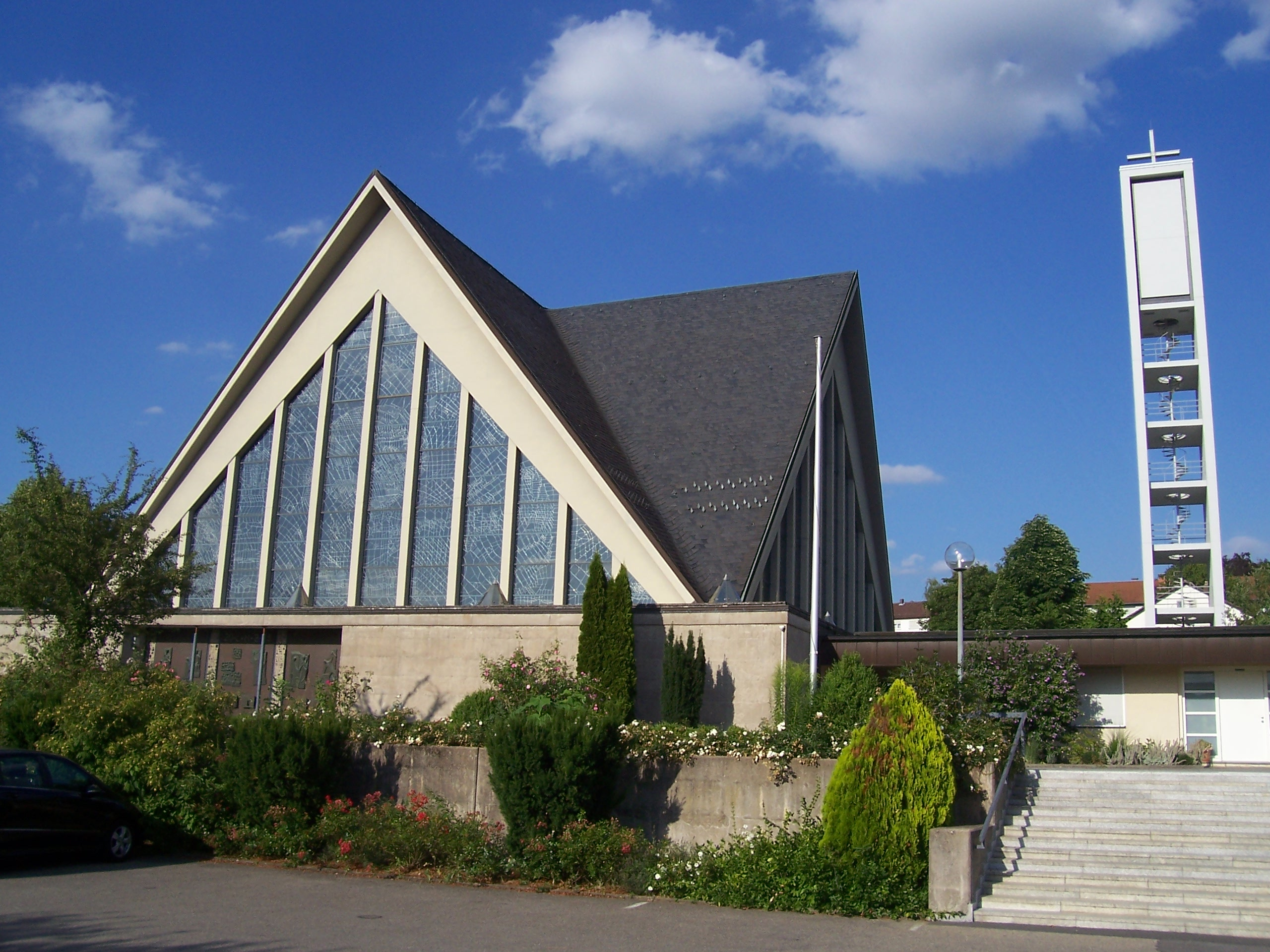
Pfarrkirche St. Bonifatius Tauberbischofsheim, Ansicht von Westen mit Hauptzugang (2013)

Die römisch-katholische Pfarrkirche St. Bonifatius (auch Bonifatiuskirche) in Tauberbischofsheim wurde von 1964 bis 1967 nach Plänen von Erwin van Aaken errichtet und ist dem heiligen Bonifatius geweiht.

## Geschichte

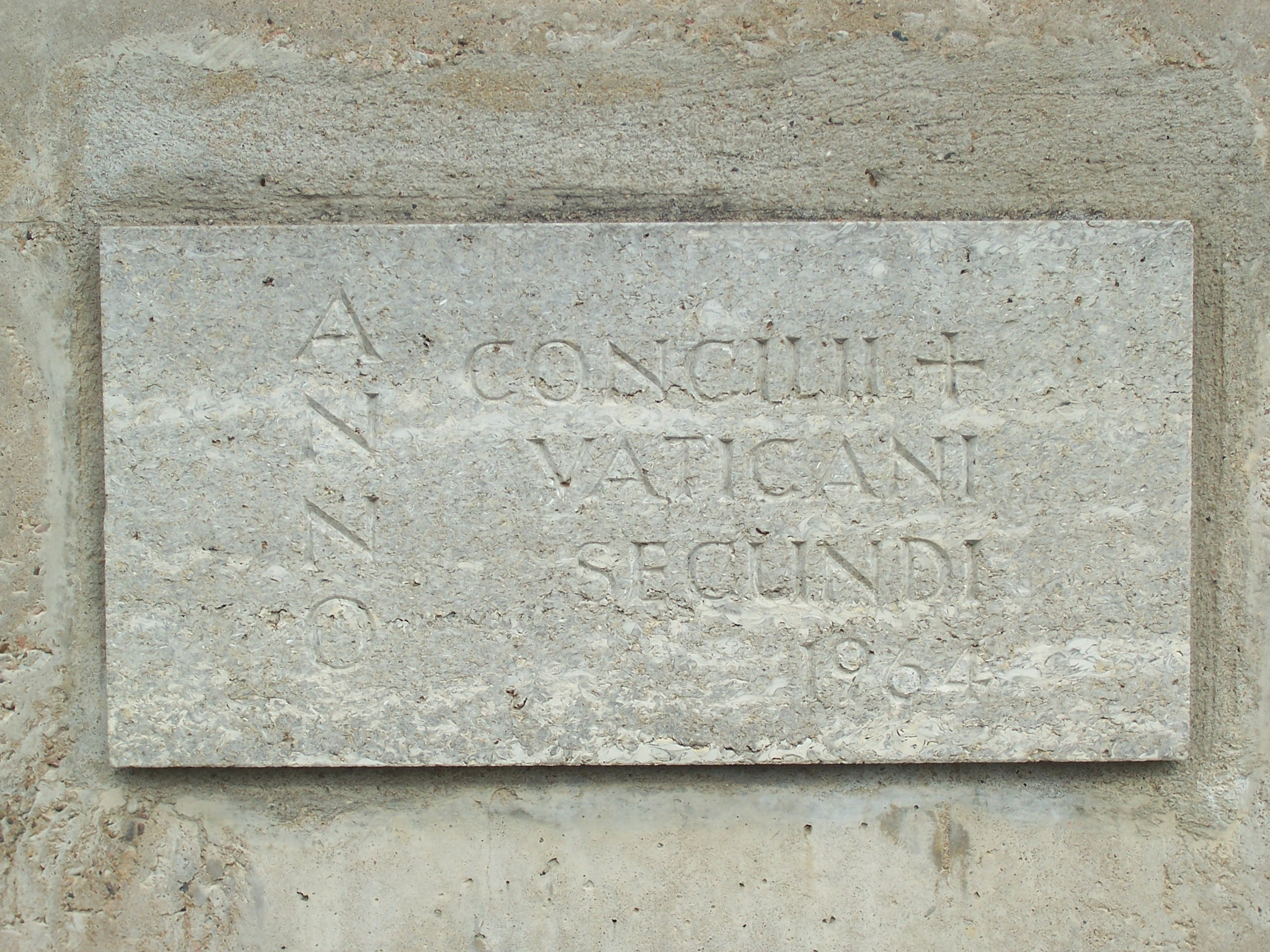
Grundstein der Bonifatiuskirche mit der Inschrift „ANNO CONCILII + VATICANI SECUNDI 1964“. Er enthält in einer kupfernen Zeitkapsel eine Urkunde, kirchliche und weltliche Zeitungen, Münzen, Wasser aus der Tauber, Taufwasser, Salz, Chrisam, Krankenöl, Weizenkörner, Wein und Erde aus der Katakombe Sancta Domitilla in Rom.

Nach dem Zweiten Weltkrieg hatte sich die Einwohnerzahl der Stadt durch Zuzug von Heimatvertriebenen und Bundeswehrangehörigen der Kurmainz-Kaserne stark erhöht. Daher wurde der Kirchbau für die Pfarrgemeinde östlich der Tauber und die Militärgemeinde beschlossen. Stadtpfarrer Geistlicher Rat Anton Ulrich führte die vorbereitenden Verhandlungen und Gespräche und sein Nachfolger Ludwig Mönch reichte am 13. Mai 1963 die Pläne beim Erzbischöflichen Ordinariat in Freiburg ein. Dieses genehmigte die Pläne am 23. Oktober 1963. Die Baugrunduntersuchungen im März 1964 führten zu einer Pfahlgründung auf dem Felsgestein in etwa 15 m Tiefe. Am 7. Mai 1964 erfolgte der Erste Spatenstich und am 8. November 1964 die Grundsteinlegung. Die Kirche wurde nach dem Entwurf des Architekten Erwin van Aaken und unter örtlicher Bauleitung von Emil Kunzelmann errichtet. Die wesentlichen Bauarbeiten wurden durch die Bauunternehmung Herbert Jana KG (Tauberbischofsheim) durchgeführt; auch die meisten anderen Arbeiten wurden von örtlichen Unternehmen ausgeführt. Das Richtfest wurde am 25. März 1966 begangen. Am 27. November benedizierte Ludwig Mönch die Kirche und feierte die erste Messe darin. Weihbischof Karl Gnädinger vollzog die Konsekration der Kirche am 30. September 1967. Das Pfarrhaus mit Pfarrbüro und Pfarrbibliothek an der Südwestecke der Kirche und der freistehende Kirchturm bei der Südostecke wurden zusammen mit der Kirche errichtet, während das Gemeindehaus an der Nordostecke 1983 hinzugefügt wurde.
Das Gebiet rechts der Tauber der Stadt Tauberbischofsheim wurde ab dem 31. August 1968 Pfarrkuratie (Gemeinde im Aufbau) und am 1. Juli 1978 durch Erzbischof Oskar Saier zur Pfarrei erhoben. Erster Pfarrer wurde Rudi Müller, der hier von 1968 bis 1989 wirkte. Seit Müllers Weggang ist der Stadtpfarrer von St. Martin auch für St. Bonifatius zuständig. Die Pfarrei St. Bonifatius gehört heute zur Seelsorgeeinheit Tauberbischofsheim, die dem Dekanat Tauberbischofsheim des Erzbistums Freiburg zugeordnet ist.

## Kirchenbau

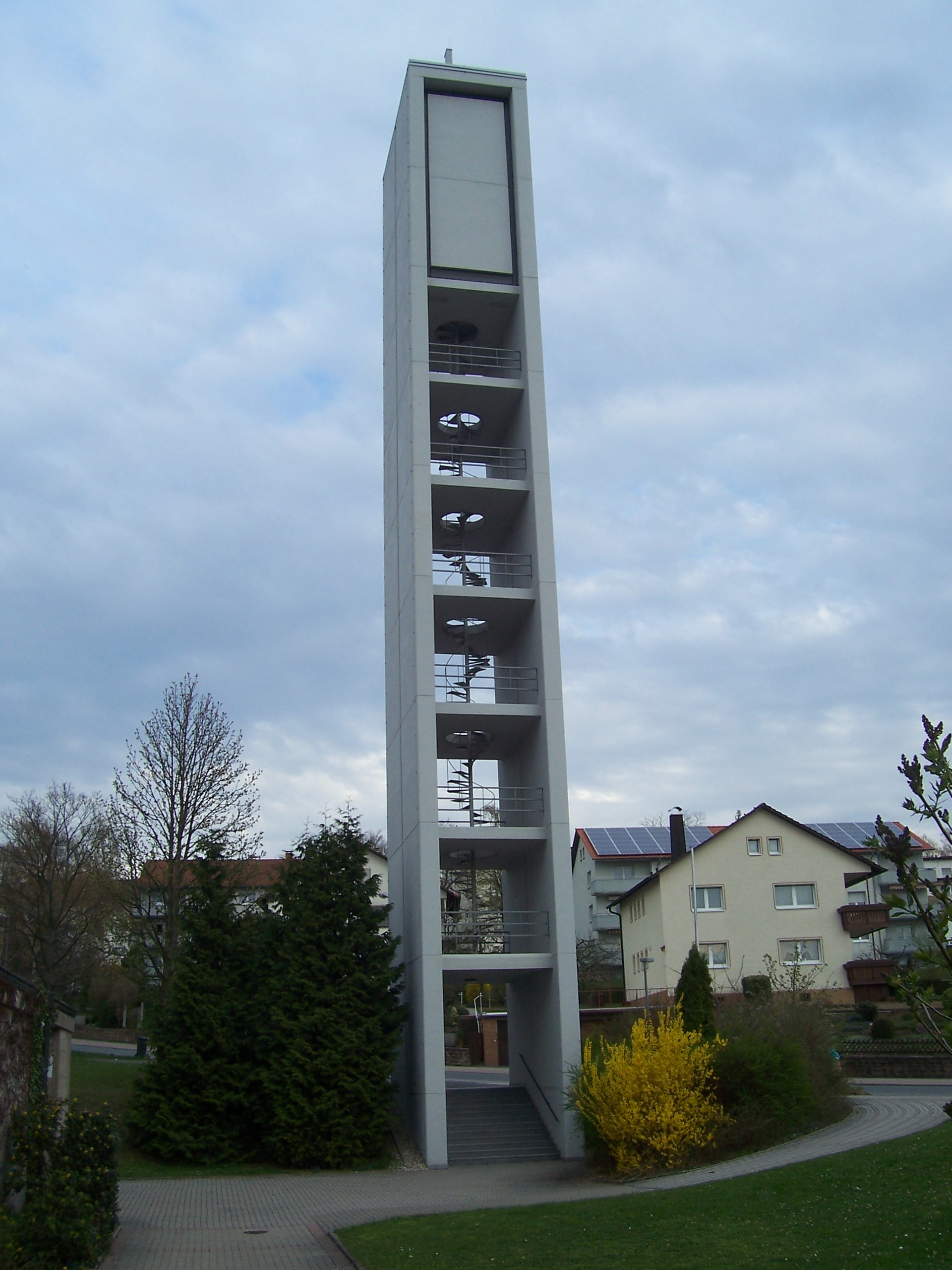
Kirchturm (Höhe bis Kreuzspitze: 35,7 m)

Die Bonifatiuskirche ist geprägt von den Vorstellungen des Zweiten Vatikanischen Konzils: „Beim Bau von Kirchen ist sorgfältig darauf zu achten, daß sie für die Durchführung der liturgischen Feiern und für die Verwirklichung der tätigen Teilnahme der Gläubigen geeignet sind.“ (VII. Kapitel der Konstitution über die heilige Liturgie, 1963).
Durch die Führung der Zugangswege mit Hofbildungen unter Einbeziehung von Pfarrhaus und Turm soll der Kirchenbesucher auf das Betreten der Kirche eingestimmt werden.
Der quadratische Grundriss der Kirche hat eine Seitenlänge von 26 m. Über einem Sockel aus Sichtbeton erhebt sich ein Zeltdach in Form zweier sich kreuzender Satteldächer. Die Giebel bilden die großen Kirchenfenster. Im Innern ist die Decke aus hellem Fichtenholz und der Fußboden aus graugelbem Marmor. Auf den beiden Seiten des Haupteingangs befindet sich je eine Kapelle: Eine Beichtkapelle und eine Marienkapelle, deren Altar später durch den Taufstein ersetzt wurde, der zuvor auf der Altarinsel im großen Innenraum platziert war. Der Stein im Bereich des Haupteingangs, in dessen Ecken Weihwasserbecken sind, ist der ursprüngliche Taufstein der Kirche.
Im Innenraum der Kirche versammelt sich die Gemeinde von drei Seiten in fünf Bankblöcken halbkreisförmig um die Altarinsel mit einem wuchtigen Opferaltar, dessen Fels an Golgota erinnern soll, in der Mitte, links flankiert vom Tabernakel und rechts vom Ambo; an der vierten Seite, der Ostwand, sind erhöht die Sedilien des Priesters und der Ministranten angeordnet.
Der Kirchturm steht nach Art eines Campanile frei an der südöstlichen Ecke der Kirche. Er ist 35,7 m hoch, aus Betonplatten gefertigt und trägt fünf Glocken, die 1973 in der Karlsruher Glocken- und Kunstgießerei aus Bronze gegossen wurden:
| Glocke | Name                      | Durchmesser | Gewicht | Schlagton |
| ------ | ------------------------- | ----------- | ------- | --------- |
| 1      | Friedensglocke            | 1304 mm     | 1414 kg | es′+6     |
| 2      | Bonifatiusglocke          | 1160 mm     | 988 kg  | f′+6      |
| 3      | Christus- und Totenglocke | 971 mm      | 628 kg  | as′+8     |
| 4      | Taufglocke                | 860 mm      | 455 kg  | b′+7      |
| 5      | Bitt- und Gebetsglocke    | 801 mm      | 370 kg  | c″+6      |

## Ausstattung

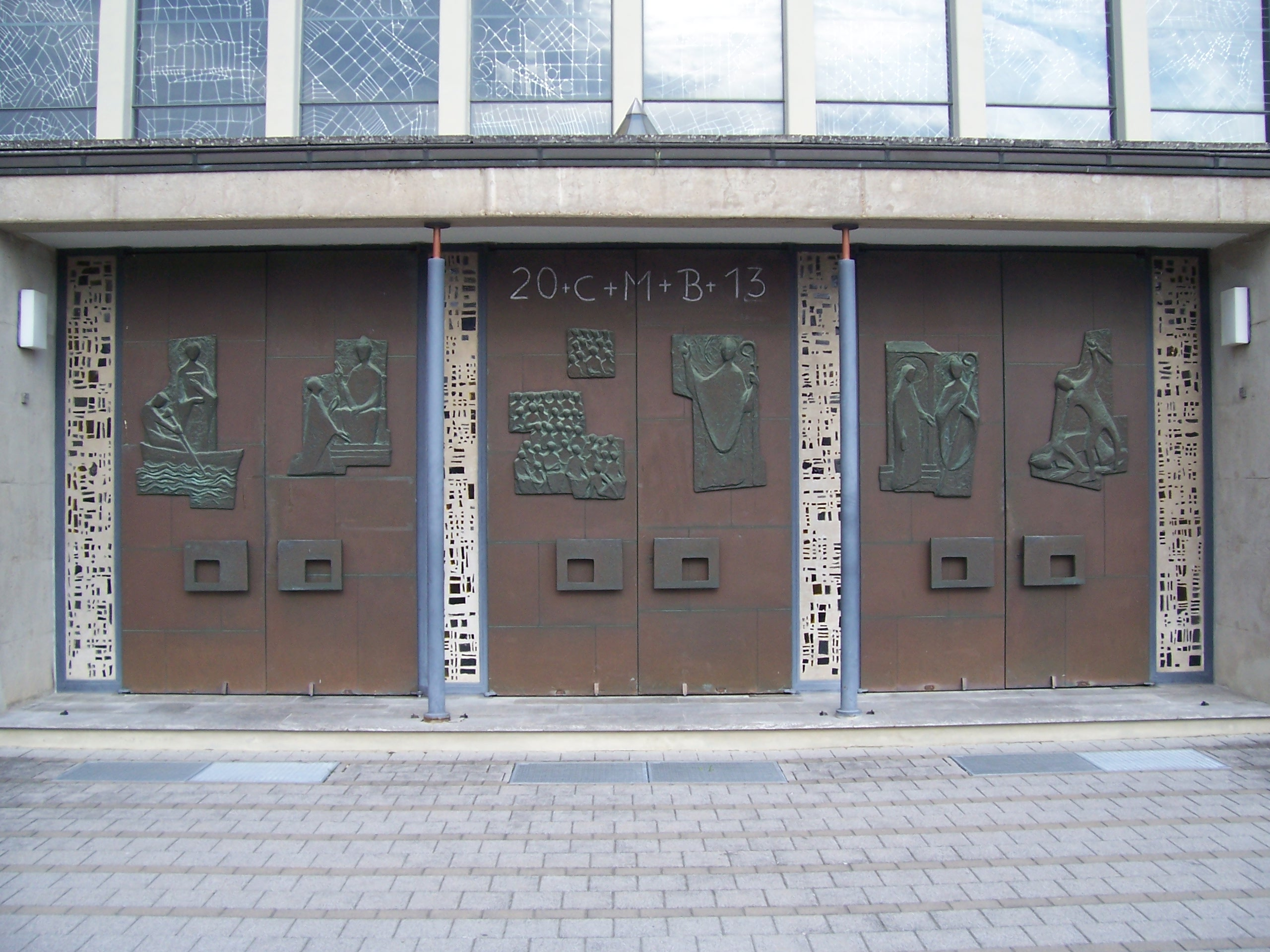
Haupteingang mit Bronzereliefs von Lukas Gastl

Die Bronzeausstattung der Kirche wurde von Lukas Gastl aus Würzburg gestaltet:
- Die Bronzereliefs der Portaltüren zeigen Szenen aus dem Leben des heiligen Bonifatius. Von links: Seine Überfahrt von England – beim Papst in Rom – Bonifatius bei der Missionstätigkeit – Besuch Liobas – sein Martyrium.
- Der Tabernakel ist die symbolische Darstellung eines kniend nach vorne gebeugten Engels, der zwischen seinen erhobenen Flügeln das Allerheiligste schützt.
- Das Kreuz an der Chorwand über den Sedilien zeigt Jesus als Sieger.
- Der Kreuzweg an der Nordwand umfasst 15 Stationen. Die letzte Station ist der auferstandene Jesus.
- Die Madonna (Maria mit Jesuskind) befindet sich in der Seitenkapelle.
- Die Figuren von Bonifatius und Lioba an der Ostwand wurden erst später hinzugefügt.

Die Statue des Antonius von Padua an der Westseite unter der Empore ist ein Frühwerk Thomas Buschers von 1898, das er 1929 überarbeitet hat und sich ursprünglich in der Stadtkirche St. Martin befand.

### Kirchenfenster
Die großen Giebel sind Wände und Fenster zugleich, ihre große Fläche machen die Kirche hell. Mit der Gestaltung der Glasfenster wurde Emil Wachter aus Karlsruhe 1964 beauftragt, er fertigte sie 1968 an. Sie sind als Bleiverglasung ausgeführt, nachdem Wachters erster Entwurf mit Betonglaswänden abgelehnt worden war. Der Farbfluss in den einzelnen Scheiben im Glasmosaik entstand in ihnen selbst ohne Bemalung. Die vier Fenster sind je einem Thema gewidmet.

#### Ostfenster (Osterfenster)
Das Chorfenster ist dem Osterthema gewidmet. Das rote Dreieck in der Fensterspitze symbolisiert Gott. Darunter ist eine breite Zone des Himmels mit kosmischen Kräften und himmlische Wesen in bläulichen Wirbeln und bewegten Bändern dargestellt. In der unteren tiefblauen Zone sieht man zentral aus der Offenbarung des Johannes das geschlachtete Lamm und das Buch mit den sieben Siegeln inmitten des himmlischen Jerusalems, dessen Tore, Mauern, Gebäude und Wohnungen rechts und links davon großen Raum einnehmen. Ganz am linken Rand der Gebäude ist Bonifatius als Märtyrer mit blutendem Haupt und pfingstlichen Feuerzungen über ihm dargestellt. In der linken Ecke des Fensters ist noch ein weißlicher Wirbel eines himmlischen Wesens und in der rechten Ecke ein bräunlicher Fels, aus dem Leben hervordrängt, wodurch sich Verbindungen zu den Motiven der benachbarten Fenstern ergeben.

#### Nordfenster (Pfingstfenster)
Auch das Pfingstfenster im Norden schließt oben mit einem roten Dreieck ab, das hier aber eine Glut darstellen soll. Darunter dominiert ein großer roter Feuerball vor stürmischen blauen Bahnen des Himmels die Fensterwand. In einem dunkelblauen Band sind direkt darunter links der gekreuzigte Christus und rechts zwei Kerzen – Zeichen der Trauer und der Hoffnung – über nächtlichen Häusern zu erkennen. Weiter rechts weist eine Stadt im Morgenlicht auf das Ostergeschehen hin. Links der Kreuzdarstellung finden sich zwei dürre Bäume, noch weiter links jedoch ist der Baum des Lebens und auch darüber zeugt eine große grünen Zone vom fruchtbringenden Wirken des Heiligen Geistes.

#### Südfenster (Schöpfungsfenster)
Das Schöpfungsfenster im Süden hat Emil Wachter als erstes gestaltet. Von der Spitze des Fensters stürzen im ersten Schöpfungsakt Lichtbahnen hinab in einen Bereich aus „Nebel, Dunst und Strömungen des noch ungeteilten Wassers“ (Zitat Wachter), doch darunter brechen sich wieder weißes Licht sowie große und kleine Wasserbäche ihre Bahnen. Im unteren Drittel des Fensters findet sich wieder eine Reihe von Motiven: Von links aus sieht man rote Funken in kaltem Weiß als pfingstliche Vorboten und daneben eine Stadt auf einem bräunlichen Berg, auf einen leuchtend blauen Sturzbach folgt ein Edelstein in einer dicken Schale (von Wachter als Schatz im Acker interpretiert), unterhalb weiterer roter Edelsteine befindet sich eine Wolke aus der es regnet, daneben Spuren erster menschlicher Siedlungstätigkeit, groß rot aufstrahlend ist das glühende Erdinnere zu sehen.

#### Westfenster
Das Westfenster ist teils von der Orgel verdeckt und dahinter in dunklem blau gehalten, um die Orgel vor der Sonne zu schützen. Hier erklingt ein „Lobpreis der Schöpfung“: Links versinnbildlicht das Leben in sattem Grün und rechts die theologischen Tugenden als drei Vertikalbänder in grün (Hoffnung), rot (Liebe) und weiß-gelb (Glaube).

### Orgel
Am 31. März 1971 wurde die erste Orgel eingeweiht. Sie wurde von der Franz Heissler GmbH, Markelsheim, gefertigt und hatte drei Manuale, vier Werke und 2630 Pfeifen. Die Spieltraktur der Schleifladen war mechanisch und die Registratur elektrisch. Diese große Orgel verdeckte ein Großteil des Westfensters.
Da es immer wieder Probleme mit dieser Orgel gab, wurden seit 1995 Gespräche über Renovierung oder Anschaffung einer neuen Orgel geführt. Am 10. Januar 1996 gab der Orgelinspektor Kohlmann die Empfehlung für eine Neuanschaffung, die der Pfarrgemeinderat daraufhin am 23. Oktober 2001 beschloss und das Erzbischöfliche Ordinariat am 19. Dezember 2003 genehmigte. Bereits im Juli 2003 wurde die Firma Orgelbau Sandtner mit dem Neubau beauftragt. Im Januar 2004 wurde die Heissler-Orgel abgebaut, die an die Gemeinde Maria Vergine Immacolata in Grinzane Cavour, Region Piemont, Italien, verkauft worden war. Im selben Jahr wurde die neue Orgel als Opus 310 der Firma Sandtner fertiggestellt und am 5. Juni 2005 eingeweiht. Die neue Orgel hat 1332 Pfeifen (1278 aus Zinn und 54 aus Holz; 1190 als Labialstimmen und 142 als Zungenstimmen) und das Orgelwerk ist rein mechanisch. Die Disposition besteht aus 22 Registern und einer Transmission auf zwei Manualen und dem Pedal.
| I Hauptwerk C–g3 |               |    |
| 1.               | Principal     | 8′ |
| 2.               | Bordunalflöte | 8′ |
| 3.               | Gamba         | 8’ |
| 4.               | Octave        | 4′ |
| 5.               | Spitzflöte    | 4′ |
| 6.               | Superoctave   | 2′ |
| 7.               | Mixtur IV     | 2′ |
| 8.               | Trompete      | 8′ |

| II Schwellwerk C–g3 |                   |            |
| 9.                  | Bourdon           | 8′         |
| 10.                 | Salicional        | 8′         |
| 11.                 | Voix céleste      | 8′         |
| 12.                 | Geigenprincipal   | 4’         |
| 13.                 | Flûte traversiere | 4′         |
| 14.                 | Nazard            | 2 ⁄3′      |
| 15.                 | Octavin           | 2′         |
| 16.                 | Terz              | 1 3⁄5′     |
| 17.                 | Quartan           | 1 ⁄3′ + 1′ |
| 18.                 | Oboe              | 8′         |
|                     | Tremulant         |            |

| Pedalwerk C–f1 |                    |     |
| 19.            | Subbass            | 16′ |
| 20.            | Octavbass          | 8′  |
| 21.            | Octave             | 4′  |
| 22.            | Fagott             | 16′ |
|                | Trompete (= Nr. 8) | 8′  |

- Koppeln:
  - Normalkoppeln: II/I, I/P, II/P
  - Suboktavkoppel: II/I